# Volleybalclub Zwolle 2022-2023 (femminile)
Questa voce raccoglie le informazioni riguardanti il Volleybalclub Zwolle nelle competizioni ufficiali della stagione 2022-2023.

## Stagione
Il Volleybalclub Zwolle partecipa alla stagione 2022-23 con la denominazione sponsorizzata Djopzz VC Zwolle Topvolleybal.
In Eredivisie ottiene un quinto posto in stagione regolare, mentre nella Pool scudetto si piazza al terzo posto; in Coppa dei Paesi Bassi, invece, non va oltre gli ottavi di finale.

## Organigramma societario
Area direttiva
- Presidente: Koen Breet
- Manager: Edwin van den Broeke

Area tecnica
- Primo allenatore: Eric Meijer
- Secondo allenatore: Pascal Venemam, Ina Rouwenhorst, Roos Blomenkamp
- Scoutman: Matthieu van den Broeke
- Preparatore atletico: Jorden Bres

## Rosa
| N° | Nome                | Ruolo | Data di nascita | Nazionalità sportiva |
| -- | ------------------- | ----- | --------------- | -------------------- |
| 1  | Daantje Vennik      | P     | 2 gennaio 2001  | Paesi Bassi          |
| 2  | Sanne Konijnenberg  | P     | 30 agosto 2004  | Paesi Bassi          |
| 3  | Yara van de Ven     | L     | 21 giugno 2002  | Paesi Bassi          |
| 4  | Kim de Wild         | L     | 9 giugno 1993   | Paesi Bassi          |
| 6  | Lisa Nobel          | S     | 7 agosto 2000   | Paesi Bassi          |
| 7  | Sanne Wagener       | C     | 17 gennaio 2001 | Paesi Bassi          |
| 8  | Lara Hendricks      | S     | 6 ottobre 2000  | Paesi Bassi          |
| 11 | Emily Silderhuis    | C     | 19 gennaio 2004 | Paesi Bassi          |
| 12 | Tess de Vries       | O     | 21 marzo 2001   | Paesi Bassi          |
| 14 | Susan Schut         | S     | 28 marzo 2003   | Paesi Bassi          |
| 15 | Jet Kok             | S     | 17 luglio 2004  | Paesi Bassi          |
| 16 | Nicole van de Vosse | O     | 16 giugno 2004  | Paesi Bassi          |
| 17 | Nynke Hofstede      | C     | 26 luglio 1997  | Paesi Bassi          |

## Statistiche

### Statistiche di squadra
| Competizione          | Punti | In casa | In casa | In casa | In trasferta | In trasferta | In trasferta | Totale | Totale | Totale |
| Competizione          | Punti | G       | V       | P       | G            | V            | P            | G      | V      | P      |
| --------------------- | ----- | ------- | ------- | ------- | ------------ | ------------ | ------------ | ------ | ------ | ------ |
| Eredivisie            | 28/20 | 15      | 10      | 5       | 14           | 7            | 7            | 29     | 17     | 12     |
| Coppa dei Paesi Bassi | -     | 0       | 0       | 0       | 1            | 0            | 1            | 1      | 0      | 1      |
| Totale                | -     | 15      | 10      | 5       | 15           | 7            | 8            | 30     | 17     | 13     |

Nel computo è incluso l'incontro successivamente annullato contro l'Eurosped.

### Statistiche delle giocatrici
Dati non disponibili.